# بدیش‌قلعه
بدیش‌قلعه (به ترکی آذربایجانی: Bədişqala) یک منطقهٔ مسکونی در جمهوری آذربایجان است که در شهرستان قوسار واقع شده‌است. بدیش‌قلعه ۱٬۰۳۵ نفر جمعیت دارد.